# Warriors (canción de Imagine Dragons)
«Warriors» (en español: «Guerreros») es una canción de la banda estadounidense de rock alternativo Imagine Dragons. Fue lanzada el 18 de septiembre de 2014 por KIDinaKORNER e Interscope Records, cómo el tema principal de la cuarta edición del Campeonato Mundial de League of Legends, y pertenece a la edición «Deluxe» del segundo álbum de estudio de la agrupación, «Smoke + Mirrors». Fue escrita por los intérpretes, el compositor Josh Mosser y el productor inglés Alex Da Kid.

## Antecedentes
«Warriors» fue anunciada oficialmente el 17 de enero de 2014 a través de las redes sociales de la banda, un día antes de su lanzamiento oficial, junto a un mensaje que decía: “Mientras trabajábamos en el próximo álbum, nos tomamos un descanso para colaborar con League of Legends (nuestro juego favorito) en una canción”.

## Composición
«Warriors» es una colaboración entre Imagine Dragons y la desarrolladora de videojuegos Riot Games. Fue escrita por los intérpretes, el compositor Josh Mosser y el productor de la canción Alex Da Kid. El arreglo y orquestación del tema estuvo a cargo de Sebastien Najand, compositor principal de Riot Games, con cuerdas adicionales por parte de Christian Linke, director creativo de League of Legends.
La canción marca la primera vez que la agrupación se asocia con Riot Games; con ambos volviendo a trabajar años más tarde en 2021 para el sencillo «Enemy», perteneciente a la banda sonora de la serie animada de Netflix Arcane, ambientada en el videojuego League of Legends.
Además, es la segunda canción que fue escrita para un videojuego, precedida por el sencillo «Monster» para Infinity Blade III, y su octava composición que forma parte de una banda sonora, desde «Hear Me» (Answers to Nothing), «On Top Of The World» (FIFA 13), «Lost Cause» (Frankenweenie), «Ready Aim Fire» (Iron Man 3), «Who We Are» (Los Juegos del Hambre: En Llamas), «Monster» (Infinity Blade III), y «Battle Cry» (Transformers: La Era de la Extinción).
«Warriors» es un poderoso himno que habla del espíritu indomable de perseverancia y la determinación de superar los desafíos. La letra evoca el viaje desde los sueños de la infancia hasta la realización de esas aspiraciones como adulto. Las repetidas referencias a ser un ‘guerrero’ y construir un ‘pueblo’ simbolizan el trabajo duro y la dedicación necesarios para alcanzar las metas propias y crear algo duradero y significativo.
En una entrevista otorgada a LoL Esports, Dan Reynolds habló acerca de como inició la colaboración con Riot Games y del proceso de producción de la canción:

«Conocimos a Christian [Linke], quien es el encargado de la música en League of Legends, y simplemente comenzó a hablar de que era lo que quería que creáramos juntos; fue realmente algo súper orgánico, simplemente se sentía como algo que amábamos, y ellos al ser fanáticos de la música, pensamos: 'Bien, hagamos algo juntos'. [...] Fue un mes de empezar a crear una canción, juntar solo el esqueleto y el dijo: "Déjame ensamblarlo con esta enorme orquesta de 100 piezas que tengo", [...] fue un proceso muy divertido.»

## Video musical
El video musical de «Warriors» fue publicado como una cinemática en el canal de League of Legends en YouTube el 17 de septiembre de 2014, un día antes del estreno oficial de la canción, para promocionar el inicio de la cuarta edición del Campeonato Mundial de League of Legends. Producido por Riot Games y Fortiche Productions, el video hace alusión a los equipos participantes que compiten para ser el campeón del torneo, mientras se muestran algunos de los personajes provenientes de League of Legends.
Fue el video con más reproducciones en el canal de LoL, con más de 200 millones de visitas, hasta que «POP/STARS» de K/DA, lo superó en 2019.

## Presentaciones en vivo
«Warriors» fue interpretada por primera vez el 19 de octubre de 2014 en la ceremonia de apertura de la final del Campeonato Mundial de League of Legends, en el estadio mundialista de Seúl, Corea del Sur, frente a 20 mil personas, y más tarde de forma acústica en los Pray Time League, junto a versiones acústicas de «I Bet My Life» y «Shots».
No obstante, «Warriors» pasaría a ser interpretada en forma de medley durante el «Smoke + Mirrors Tour» y el «Evolve World Tour», junto a «Bleeding Out», «Demons», «Sucker for Pain» y «Walking The Wire». No sería hasta el «Mercury World Tour» cuando la canción sería interpretada por primera vez en un concierto de la agrupación como canción individual, formando parte del repertorio de canciones para la primera etapa en Europa.

## Uso en otros medios
Tras su lanzamiento, «Warriors» ha sido usado en diferentes medios audiovisuales y entretenimiento:
- «Warriors» fue agregada al OST «Insurgent - Original Motion Picture Soundtrack» en marzo de 2015.[21]
- El tema apareció en el teaser tráiler de la serie de USA Network, Colony, en junio de 2015.[22]
- Fue usada por la WWE como el tema oficial del PPV Survivor Series en noviembre de 2015.[23]
- «Warriors» forma parte del tráiler final de Wonder Woman, titulado «Rise of the Warrior» y publicado en mayo de 2017.[24]
- Hizo una aparición en el trailer del DLC Road to the Olympics, perteneciente al videojuego deportivo Steep.[25]
- En conmemoración del décimo aniversario de League of Legends, Riot Games, los compositores alemanes 2WEI y la cantante Edda Hayes elaboraron una versión de «Warriors», lanzada en enero de 2020 cómo el tema principal de la décima temporada del juego.[26]
- A finales de 2020, apareció en la serie de televisión de horror y drama Sweet Home.[27]
- El 10 de mayo de 2025, la canción volvería a ser usada por la WWE para promocionar el combate entre John Cena y Randy Orton por el Undisputed WWE Championship en el PLE Backlash St. Louis, convirtiéndose en la primer canción de la agrupación que es empleada dos veces por la empresa de lucha libre.[28]

## Lista de sencillos
| Warriors: Descarga digital |            |                 |          |  |
| N.º                        | Título     | Artista(s)      | Duración |  |
| 1.                         | «Warriors» | Imagine Dragons | 2:50     |  |

## Créditos
Adaptado del booklet de la edición «Deluxe» de «Smoke + Mirrors».
Warriors
- Interpretado por Imagine Dragons.
- Escrito por Dan Reynolds, Wayne Sermon, Ben McKee, Daniel Platzman, Alex Da Kid para KIDinaKORNER y Josh Mosser.
- Arreglo y Orquestación por Sebastien Najand (Riot Games).
- Cuerdas adicionales por Christian Linke (Riot Games).
- Producido por Alex Da Kid para KIDinaKORNER.
- Publicado por KIDinaKORNER / Universal, Songs of Universal, Inc. (BMI) o/b/o Alexander Grant y JMosser Music (BMI).
- Grabado por Christian Linke (Riot Games) y Josh Mosser.
- Mezclado por Manny Marroquin en “Larrabee Studios”.
- Masterizado por Joe LaPorta en “Sterling Sound”.

℗ 2014 KIDinaKORNER/Interscope Records
Imagine Dragons
- Dan Reynolds: Voz.
- Wayne Sermon: Guitarra.
- Ben McKee: Bajo.
- Daniel Platzman: Batería.

## Listas de Popularidad

### Listas Semanales
| Lista (2014)                          | Máxima posición |
| ------------------------------------- | --------------- |
| Alemania (Offizielle Deutsche Charts) | 58              |
| Austria (Ö3 Austria Top 40)           | 56              |
| Canadá (Canadian Hot 100)             | 60              |
| Francia (SNEP)                        | 48              |
| Hungría (Single Top 40)               | 34              |
| Irlanda (IRMA)                        | 80              |
| Letonia (European Hit Radio)          | 33              |
| Países Bajos (Mega Single Top 100)    | 66              |
| Noruega (VG-lista)                    | 27              |
| Suecia (Sverigetopplistan)            | 7               |
| Reino Unido (UK Singles Chart)        | 54              |

### Listas Anuales
| Lista (2014)                                   | Posición |
| ---------------------------------------------- | -------- |
| Estados Unidos (US Hot Rock Songs) (Billboard) | 68       |
| Lista (2015)                                   | Posición |
| Estados Unidos (US Hot Rock Songs) (Billboard) | 83       |

## Certificaciones
| País (Organismo certificador) | Certificaciones | Ventas certificadas | Ref.   |
| ----------------------------- | --------------- | ------------------- | ------ |
| Estados Unidos (RIAA)         | Platino         | 1 000               | [ 43 ] |